# Cost fix

Descomposició dels Costos totals en costos fixos i costos variables.

Costos o costos fixos són aquells costos que no són sensibles a canvis petits en els nivells d'activitat, sinó que romanen invariables davant d'aquests canvis. Per exemple, el pagament del lloguer de l'edifici, el salari del gerent i dels treballadors fixos, l'impost sobre activitats econòmiques, etc., són costos fixos. L'antítesi dels costos fixos són els costos variables.
La diferenciació entre costos fixos i  variables és essencial a fi d'obtenir informació apta per a la presa de decisions basades en costos.
Se sol relacionar els costos fixos amb l'estructura productiva, per això s'anomenen també costos d'estructura i s'empren en l'elaboració d'informes sobre el grau d'ús d'aquesta estructura.
En general, els costos fixos s'afronten de forma periòdica: un cop l'any, un cop al mes, una vegada al dia, etc., de manera que també reben el nom de costos periòdics.